# منظمة الصناعات الدفاعية الإيرانية
منظمة الصناعات الدفاعية الإيرانية أو منظمة الصناعات الدفاعية للجمهورية الإسلامية الإيرانية (1981مـ) (بالفارسية: سازمان صنایع دفاع جمهوری اسلامی ایران) باختصار (DIO) هي مجموعة من الشركات التي تديرها جمهورية إيران الإسلامية التي تتمثل مهمتها في تزويد الجيش الإيراني بالقدرة التصنيعية اللازمة والقدرات التقنية. في السنوات الأخيرة، حاول المنظمة أن تصبح موجهة نحو التصدير، مما يسمح لإيران لتصبح مصدرا للأسلحة. ووفقا للمسؤولين الإيرانيين، باعت البلاد معدات عسكرية بقيمة 100 مليون دولار في عام 2003. وحتى عام 2006 كانت قد صدرت الأسلحة إلى 57 بلدا.

## عمليات
في عام 1987، كانت المنظمة تحكم من قبل مجلس مدني-عسكري مختلط من المدراء والعضو المنتدب المسؤول عن الإدارة الفعلية وأنشطة التخطيط. على الرغم من أن مدير DIO كان مسؤولا أمام نائب وزير الدفاع للخدمات اللوجستية، كان رئيسا لإيران، بصفته رئيس لجنة التنمية المستدامة، كان المسؤولية النهائية لجميع عمليات DIO.
منذ عام 1992، أنتجت المنظمة أيضا الدبابات الخاصة بها، ناقلات الجنود المدرعة، والصواريخ، والغواصة، والطائرة المقاتلة.
اليوم، منظمة DIO لديها أكثر من 35,000 موظف، 30٪ منهم من خريجي الجامعات. وهي أيضا المنظمة الرئيسية التي تقود صناعة إيران العسكرية الكبيرة.
في عام 2007، وبعد أحداث في البرنامج النووي الإيراني، فرض مجلس الأمن الدولي عقوبات على إيران تمنعها من تصدير أي شكل من أشكال الأسلحة.